# パウル・フロッシュ

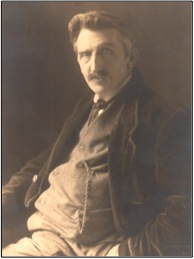
パウル・フロッシュ

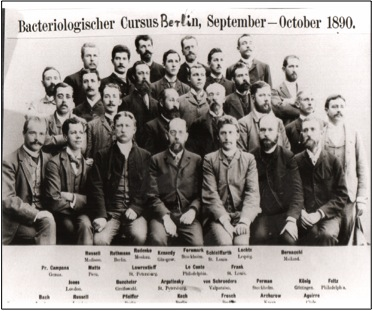
王立プロイセン感染症研究所の研究者たち、前列中央がコッホ、その右がフロッシュ

パウル・フロッシュ（Paul Otto Max Frosch、1860年8月15日 - 1928年6月2日）はドイツの細菌学者、ウイルス学者である。

## 略歴
ベルリンに未婚の夫婦の子供に生まれた。両親はパウルが学生になるまで結婚しなかった。ヴュルツブルク大学で医学を学び、1884年に博士号を得た。フロッシュの才能を認めた大学の教授たちは、大学での職を提供したが、研究の道を選び、ライプツィヒ大学で研究した後、1887年からベルリン大学で研究した。この間、1883年と1886年にプロイセン陸軍に医師として半年ほど加わった。細菌学を専門とし、ベルリン大学の細菌研究所で無給の研究員として研究を続けた。189年に結婚した。
すでに細菌学者として世界的な名声を得ていたロベルト・コッホに高く評価され、新設された王立プロイセン感染症研究所（現在のロベルト・コッホ研究所）の研究員に選ばれた。研究所にはパウル・エールリヒ、フリードリヒ・レフラー、オーギュスト・フォン・ワッセルマン、リヒャルト・プファイファー、カール・フレンケル、エミール・アドルフ・フォン・ベーリング、エーリッヒ・ヴェルニッケらが研究者として加わっていた。
プロイセン教育省、農務省との協議から、1897年にコッホは研究所で家畜に被害を与えている口蹄疫の研究と治療に取り組むこととし、レフラーをリーダーに、フロッシュ、パウル・ウーレンフートが研究に取り組み、ベルリン獣医学校（Tierärztlichen Hochschule Berlin）のヴィルヘルム・シュッツ（Wilhelm Schüt）が支援することになった。
不十分な設備のもとで行われた研究や実験は、口蹄疫がウイルスが引き起こす疾病であることを始めて明らかにし、ウイルス学の始まりとなった。
その後もヨーロッパ各地の感染症の対策のリーダーとして活動し、赤鷲章などを受勲した。その後、ベルリンベルリン獣医学校の衛生研究所長などを務めた。
ドイツウイルス学会（Gesellschaft für Virologie）はレフラーとフロッシュの功績を記念して、2005年に、Loeffler-Frosch-Medailleを創設した。